# Nor-Am Cup 2021
La Nor-Am Cup 2021 avrebbe dovuto essere la 44ª edizione della manifestazione organizzata dalla Federazione Internazionale Sci, ma non si è disputata a causa delle limitazioni imposte dalla pandemia di COVID-19 (in particolare quelle di spostamento tra Canada e Stati Uniti); l'unico calendario diffuso prevedeva un'unica tappa, ad Aspen negli Stati Uniti tra il 7 e il 16 aprile, ma è stata annullata.
In campo maschile erano in programma 11 gare (2 discese libere, 2 supergiganti, 3 slalom giganti, 2 slalom speciali, 1 combinata, 1 slalom parallelo); lo statunitense Bridger Gile era il detentore uscente della Coppa generale.
In campo femminile erano in programma 10 gare (2 discese libere, 2 supergiganti, 2 slalom giganti, 2 slalom speciali, 1 combinata, 1 slalom parallelo); la statunitense Keely Cashman era la detentrice uscente della Coppa generale.

## Uomini

### Calendario
| Data           | Località | Nazione     | Spec. | Primo     | Secondo   | Terzo     |
| -------------- | -------- | ----------- | ----- | --------- | --------- | --------- |
| 7 aprile 2021  | Aspen    | Stati Uniti | DH    | annullata | annullata | annullata |
| 8 aprile 2021  | Aspen    | Stati Uniti | DH    | annullata | annullata | annullata |
| 9 aprile 2021  | Aspen    | Stati Uniti | SG    | annullata | annullata | annullata |
| 11 aprile 2021 | Aspen    | Stati Uniti | KB    | annullata | annullata | annullata |
| 11 aprile 2021 | Aspen    | Stati Uniti | SG    | annullata | annullata | annullata |
| 12 aprile 2021 | Aspen    | Stati Uniti | GS    | annullata | annullata | annullata |
| 13 aprile 2021 | Aspen    | Stati Uniti | GS    | annullata | annullata | annullata |
| 14 aprile 2021 | Aspen    | Stati Uniti | SL    | annullata | annullata | annullata |
| 15 aprile 2021 | Aspen    | Stati Uniti | GS    | annullata | annullata | annullata |
| 15 aprile 2021 | Aspen    | Stati Uniti | SL    | annullata | annullata | annullata |
| 16 aprile 2021 | Aspen    | Stati Uniti | PR    | annullata | annullata | annullata |

Legenda:

DH = discesa libera

SG = supergigante

GS = slalom gigante

SL = slalom speciale

KB = combinata

PR = slalom parallelo

## Donne

### Calendario
| Data           | Località | Nazione     | Spec. | Prima     | Seconda   | Terza     |
| -------------- | -------- | ----------- | ----- | --------- | --------- | --------- |
| 7 aprile 2021  | Aspen    | Stati Uniti | DH    | annullata | annullata | annullata |
| 8 aprile 2021  | Aspen    | Stati Uniti | DH    | annullata | annullata | annullata |
| 9 aprile 2021  | Aspen    | Stati Uniti | SG    | annullata | annullata | annullata |
| 10 aprile 2021 | Aspen    | Stati Uniti | KB    | annullata | annullata | annullata |
| 10 aprile 2021 | Aspen    | Stati Uniti | SG    | annullata | annullata | annullata |
| 12 aprile 2021 | Aspen    | Stati Uniti | SL    | annullata | annullata | annullata |
| 13 aprile 2021 | Aspen    | Stati Uniti | SL    | annullata | annullata | annullata |
| 14 aprile 2021 | Aspen    | Stati Uniti | GS    | annullata | annullata | annullata |
| 15 aprile 2021 | Aspen    | Stati Uniti | GS    | annullata | annullata | annullata |
| 16 aprile 2021 | Aspen    | Stati Uniti | PR    | annullata | annullata | annullata |

Legenda:

DH = discesa libera

SG = supergigante

GS = slalom gigante

SL = slalom speciale

KB = combinata

PR = slalom parallelo